# Cucurbitacine

Grundkörper aller Cucurbitacine ist das Cucurbitan.

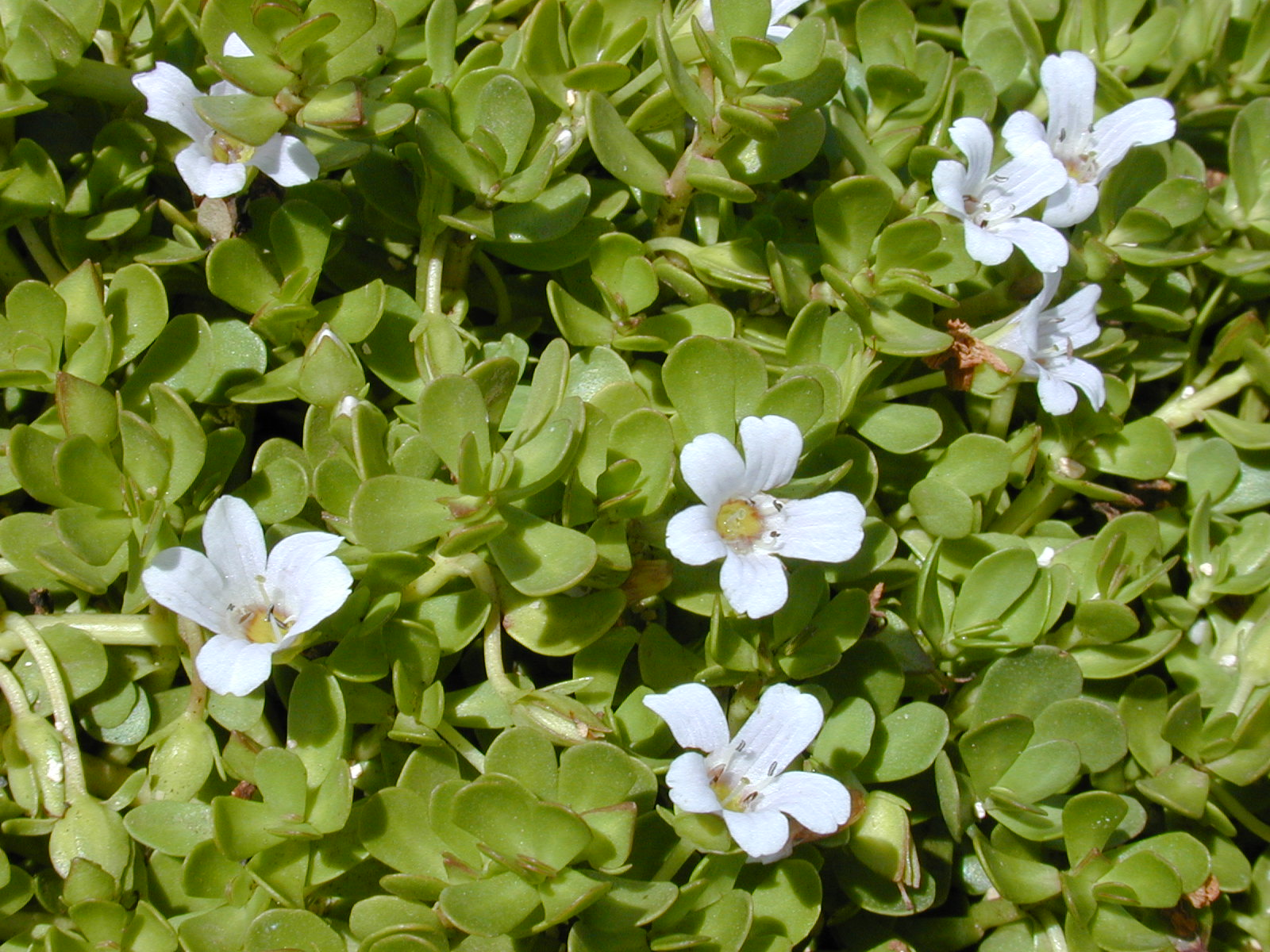
Kleines Fettblatt (Bacopa monnieri)

Cucurbitacin E (Elaterin)

Cucurbitacine sind Bitterstoffe, die hauptsächlich in der Familie der Kürbisgewächse und Braunwurzgewächse (zum Beispiel Bacopa monnieri) vorkommen. Die Gruppe leitet sich vom Cucurbitan ab, einem tetracyclischen Triterpen und Steroid. Es sind rund 40 Cucurbitacine bekannt. Mit Ausnahme der Vertreter Cucurbitacin A, Cucurbitacin C und Cucurbitacin F kommen sie vorwiegend als Glycoside vor.

## Vorkommen
Cucurbitacine kommen vorwiegend in Gurken (Cucumis) und Kürbisgewächsen (Cucurbitaceae), einigen Kreuzblütlern (Brassicaceae) sowie in dem japanischen Ständerpilz (Basidiomycetes) Hebeloma vinosophyllum vor.
Unter den Gurken existieren zahlreiche Cultivare, die sich im Vorhandensein bzw. Fehlen des Cucurbitacin C unterscheiden. Dies konnte bereits in frühen Untersuchungen auf einen einzelnen diallelischen Genlocus (= Genort mit zwei verschiedenen Allelen) zurückgeführt werden. Dabei führt das Allel Bi (für „bitter“) zu Gurkenpflanzen, die unter Stressbedingungen bitter werden und an die 300 mg/kg Frischgewicht akkumulieren. Dies gilt sowohl für die Frucht, das heißt die Gurke, als auch für die gesamte Pflanze. Daher ist die Fähigkeit zur Synthese von Cucurbitacin C bereits im Keimblattstadium ermittelbar. Das Allel bi (für „nicht bitter“) verhindert diese Akkumulation. Seit dieser Entdeckung Ende der 1950er Jahre wird bis zum heutigen Tag der gesamte – zumindest mitteleuropäische – Markt von nicht-bitteren Gurken bestimmt.

## Struktur
Chemisch gesehen gehören Cucurbitacine zur Gruppe der Tri-Terpenoide mit vier Ringschlüssen (tetrazyklische Triterpene), aufbauend auf dem Grundgerüst des Gonan bzw. Cucurbitan. Alle Cucurbitacine sind ungesättigte Derivate des Cucurbitans, die mehrere Hydroxy- und Ketogruppen tragen (charakteristisch ist eine 11-Oxo-Gruppe) und teilweise acetyliert sind.
Die 40 natürlicherweise vorkommenden Vertreter sowie andere synthetisch veränderte werden in 12 verschiedene Klassen eingeteilt, unter anderem in Abhängigkeit von ihrer Oxygenierung. Bekannt sind die Cucurbitacine A bis S, die Norcucurbitacine und das cardiotoxische Elaterinid (synonym Gratiotoxin, Colocynthin, alpha-Elaterin-2-D-Glucopyranosid, Cucurbitacin-E-beta-Glucosid, Colosid A). Cucurbitacine können glykosyliert sein.

## Analytik
Zur qualitativen und quantitativen Bestimmung der Cucurbitacine kann nach angemessener Probenvorbereitung die Kopplung der HPLC mit der Massenspektrometrie eingesetzt werden.

## Eigenschaften
Die Cucurbitacine sind hitzebeständig und kaum wasserlöslich; ihr Gehalt bleibt daher beim Kochen von Gemüse erhalten. Umweltstress, also Hitze, Temperaturschwankung, Feucht-Trocken-Schwankung, Pilzinfektion feuchter Pflanzen, sowie Überreife und falsche Lagerung kann neben Rückkreuzung zu erhöhtem Gehalt an Cucurbitacinen in Kürbis, Zucchini, Melone und Gurke führen. Rückkreuzungen können etwa entstehen, wenn Pollen von bitteren Zierkürbissen oder Koloquinten auf die Fruchtblätter von Zucchini bzw. Wassermelonen gelangen. Werden die Samen ausgesät, entstehen ggf. Kreuzungen oder Hybriden, die bittere, giftige Früchte tragen.
Der bittere Geschmack der Cucurbitacine ist noch in sehr niedrigen Konzentrationen wahrnehmbar (die Geschmacksschwelle liegt bei 10−6 mol/L). Weiterhin haben sie eine stark abführende, diuretische, blutdrucksenkende und antirheumatische Wirkung. Außerdem wurde die Wirkung von Cucurbitacin als Lockstoff aus der Gruppe der Kairomone für einige Käferarten wie Diabrotica nachgewiesen.

## Toxizität
Alle Cucurbitacine sind toxisch und wirken auch insektizid und fungizid. Die zytotoxische Wirkung wurde experimentell als Chemotherapeutikum in der Krebstherapie erprobt.
Eine besondere Vergiftungsgefahr geht von Zier- und Wildkürbissen aus, da durch Rückkreuzung zwischen diesen und kultivierten Kürbissen oder Garten-Zucchini Saatgut entstehen kann, das im Folgejahr giftige Kürbisse oder giftige Zucchini hervorbringt. Ein hoher Gehalt an Cucurbitacinen kann schwere, in seltenen Fällen tödlich verlaufende Lebensmittelvergiftungen verursachen.
In folgenden Jahren wurden Vergiftungsfälle gemeldet:
- 1981/1982 in Australien,
- 1984 in Alabama und Kalifornien,[14]
- 2001 in Neuseeland,[15]
- 2010 in Indien[16]
- 2015 Baden-Württemberg[12][17]

Die LD50 für Cucurbitacin-B beim Tiermodell Maus beträgt bei oraler Aufnahme 5 mg pro kg Körpergewicht, woraus man auf eine tödliche Dosis von etwa 300 mg beim Menschen schließen kann. Der stark bittere Geschmack verhindert üblicherweise die Aufnahme von gefährlich hohen Dosen. Es gibt keine Rechtsnormen, die den Höchstgehalt von Cucurbitacinen in der Nahrung festlegen. Die Pflanzen der Familie Cucurbita sind jedoch 2009 bei der Europäischen Behörde für Lebensmittelsicherheit (EFSA) im Compendium of botanicals that have been reported to contain toxic, addictive, psychotropic or other substances of concern verzeichnet.